# Chiesa di Santa Maria Assunta in campagna
La chiesa di Santa Maria Assunta in campagna si trova nel territorio del comune di Ferno, in provincia di Varese.

## Storia

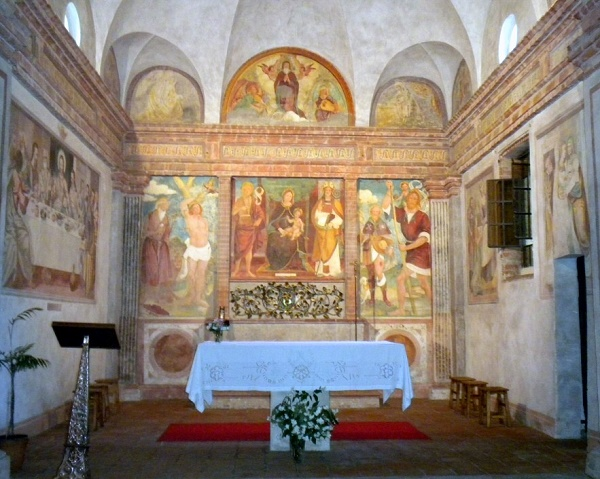
Il presbiterio

Fu costruita nel XIV secolo con funzione di alloggio per i viandanti e i pellegrini che si recavano a Milano e facevano sosta in queste zone. Viene citata nel Liber Notitiae Sanctorum Mediolani di Goffredo da Bussero. La chiesa originaria venne ampliata all'inizio del Cinquecento aggiungendo l'attuale presbiterio. Nel corso della sua storia, però, ha cambiato diverse volte la sua funzione principale: infatti durante la peste che colpì l'Italia nel 1600 fu utilizzata come lazzaretto per gli ammalati. La chiesa nei secoli successivi cadde in uno stato d'abbandono fino agli anni settanta quando il comune di Ferno incominciò un imponente restauro che riportò la chiesetta all'antico splendore. Oggi viene utilizzata come chiesa consacrata, e utilizzata nel periodo di maggio per le celebrazioni dedicate alla Madonna di cui porta il nome.

## Descrizione
La chiesa si presenta come un edificio semplice con un'unica navata; la facciata è composta da una porta a cui sono affiancate due finestre riscoperte solo durante il restauro in quanto prima ostruite e da un rosone centrale.
Il campanile venne aggiunto nel 1400, in quello stesso periodo venne ampliata la sacrestia che, come il campanile, si trova sul lato meridionale dell'edificio.
L'interno è a navata unica, sulle pareti in gran parte rustiche si trovano vari affreschi realizzati da pittori di scuola popolare, in particolare una serie di quattro affreschi raffiguranti l'infanzia di Gesù è firmata "Petrolus de Varixio et Thomas f(rate)r eius pinxeru(nt) op(us)", cosa abbastanza rara nella pittura popolare del Quattrocento.
Il soffitto della navata è "a sala" in quanto le capriate vennero coperte nel Seicento.
Il presbiterio è coperto da una volta a ombrello ed è decorato con affreschi manieristi di fattura non eccelsa. 
Sull'altare maggiore è collocato un trittico raffigurante la Madonna col bambino e vari santi datato 1534, opera di un pittore della cerchia di Gaudenzio Ferrari.